# Route locale
 (septembre 2023).
Si vous disposez d'ouvrages ou d'articles de référence ou si vous connaissez des sites web de qualité traitant du thème abordé ici, merci de compléter l'article en donnant les références utiles à sa vérifiabilité et en les liant à la section « Notes et références ».
Une route locale est une route secondaire (donc non nationale) à un réseau routier, en général menant à une route principale. Elle peut être si mineure qu'elle peut être non classée par catégories avec un nombre routier.
Dans une zone urbaine, une route locale peut être une rue menant à une plus grande rue, en particulier dans une zone résidentielle.